# Новознаменское
 Новознаменское  — деревня в Лесном муниципальном округе Тверской области.

## География
Находится в северо-восточной части Тверской области на расстоянии приблизительно 3 км по прямой на северо-восток по прямой от районного центра села Лесного.

## История
Деревня была отмечена уже на карте Менде как хутор Знаменской (состояние местности на 1848 год). В 1859 году здесь (уже сельцо Новознаменское Весьегонского уезда Тверской губернии) был учтен 1 двор. До 2019 года входила в состав ныне упразднённого Бохтовского сельского поселения.

## Население
Численность населения: 11 человек (1859 год), 31 (русские 29 %, цыгане 71 %) в 2002 году, 20 в 2010.